# Eidsberg
Eidsberg là một đô thị ở hạtØstfold, Na Uy. Trung tâm là thị xã Mysen. Các đô thị giáp ranh là Rakkestad, Askim, Skiptvet, Trøgstad và Marker, Nauy ở Østfold, và Aurskog-Høland ở Akershus.
Eidsberg được lập thành một đô thị vào ngày 1 tháng 1 năm 1838 (xem formannskapsdistrikt). Thị xã Mysen đã được tách từ Eidsberg thành một đô thị riêng ngày 1 tháng 7 năm 1920 – nhưng lại được nhập vào Eidsberg ngày 1 tháng 1 năm 1961.
Đô thị kết nghĩa của Eidsberg là Nässjö ở Thụy Điển.

## Tên gọi
Đô thị này (ban đầu là một giáo khu) được đặt tên theo nông trang cũ Eidsberg (Norse Eiðsberg), do nhà thờ đầu tiên đã được xây ở đó. Tiếp đầu ngữ là dạng sở hữu cách của eið có nghĩa là 'con đường quanh một thác nước', hậu tố berg có nghĩa là 'núi'.
Cho đến năm 1847, tên vẫn được viết "Edsberg".

## Huy hiệu
Huy hiệu được áp dụng thập kỷ trước(1962). Huy hiệu có hình đầu con gấu.